# Josua von Gietl
Josua Ritter von Gietl, eigentlich Johann Ritter von Gietl (* 28. Oktober 1847 in München; † 5. Mai 1922 ebenda), war ein deutscher Landschafts- und Genremaler der Münchner Schule.

## Leben
Gietl wurde als Sohn des Mediziners Franz Xaver von Gietl und seiner Frau Anna Maria, geborene Pasch, in München geboren. Nach dem Maximiliansgymnasium, das er in den Jahren 1858 bis 1868 besuchte, studierte er zunächst Rechtswissenschaft an der Universität München, dann jedoch ab 1873 Malerei an der Königlichen Akademie der Bildenden Künste in München. Dort waren Johann Georg Hiltensperger und Wilhelm von Lindenschmit der Jüngere seine wichtigsten Lehrer; private Unterweisungen kamen von Adolf Heinrich Lier und dessen Schüler Joseph Wenglein. Ab etwa 1880 war er Mitglied der Künstlerkolonie Dachau. Tätig war er auch in der nördlichen Umgebung von München (Allach, Lohhof), in Oberbayern (Chiemsee) sowie im Salzkammergut (Gosau). Ab 1883 beschickte er jährlich die Ausstellungen des Münchner Glastpalastes und des Kunstvereins München, ab 1893 die Große Berliner Kunstausstellung und 1886 die Jubiläumsausstellung der Königlichen Akademie der Künste zu Berlin. 1904 gründete Gietl zusammen mit Carl Strathmann, René Reinicke, Hans Beat Wieland, Wilhelm Jakob Hertling, Hugo Kreyssig, Max Eduard Giese, Rudolf Köselitz, Paul Leuteritz, Hans Gabriel Jentzsch, Fritz von Hellingrath und Karl Itschner den „Verein Münchener Aquarellisten“.

## Werke (Auswahl)

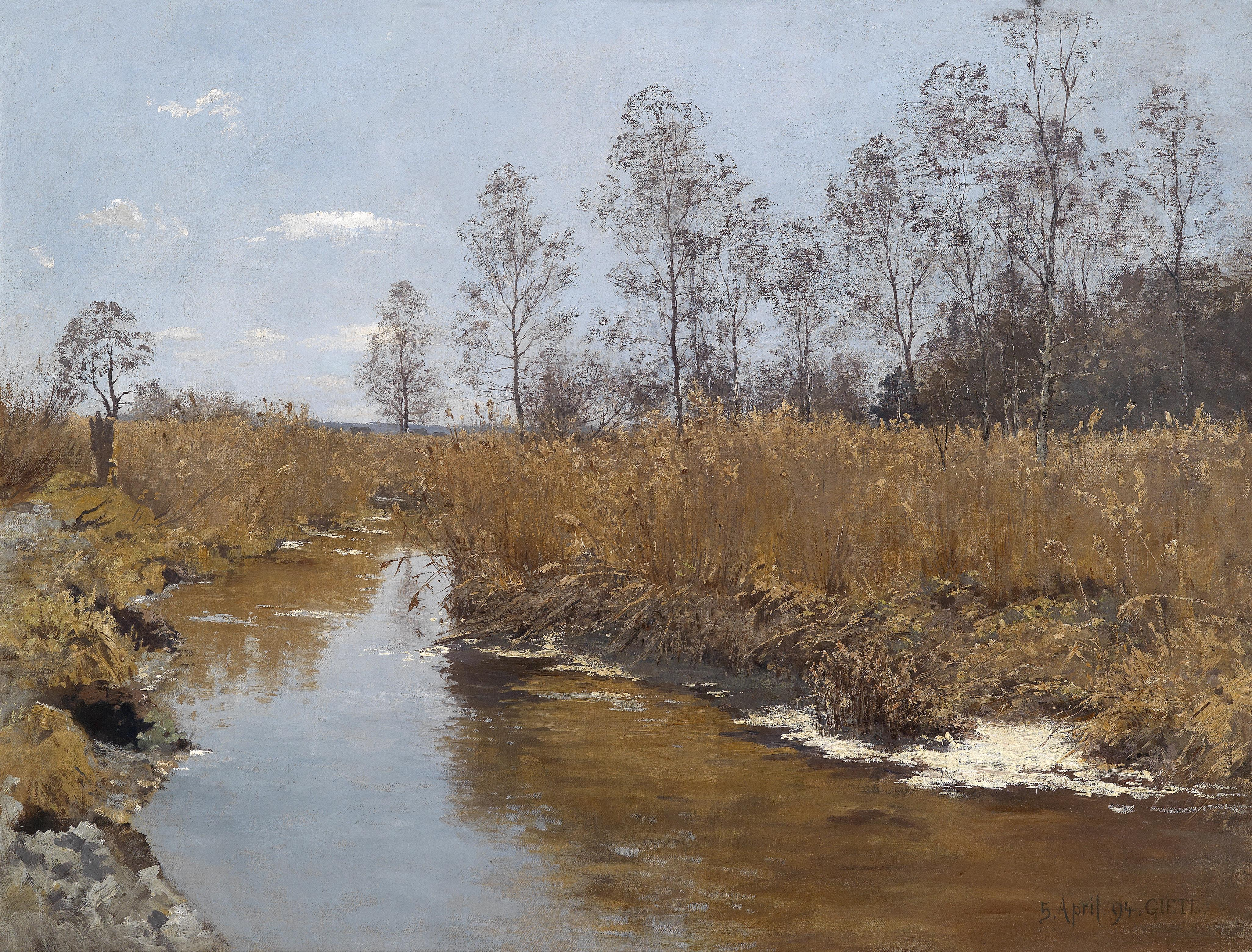
Bachlandschaft im Frühling, 1894

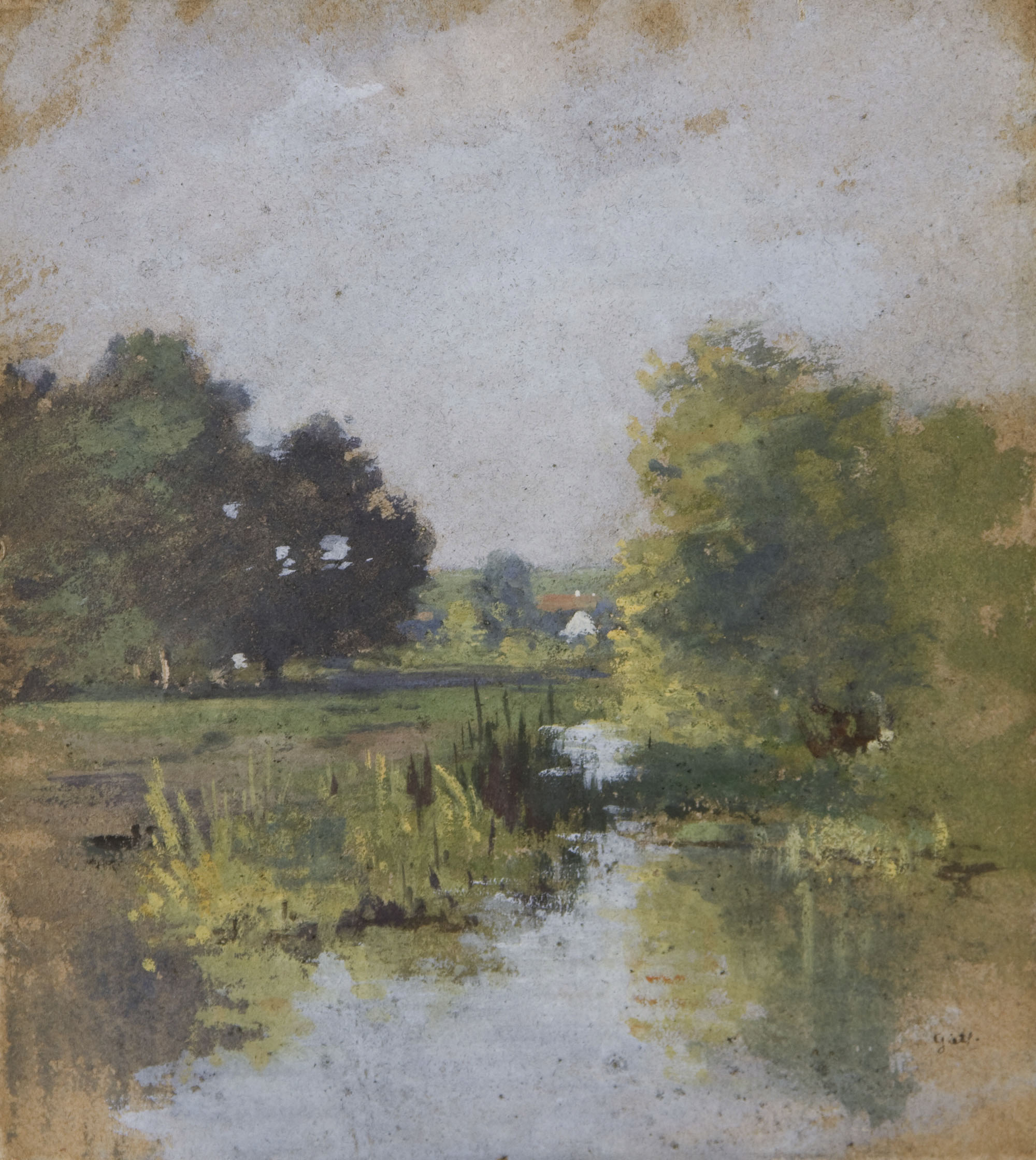
Landschaft

Gietl gilt als typischer Vertreter der späteren Münchner Freilichtmalerei. Die Ölskizzen der 1880er Jahre, die in der Umgebung von Dachau entstanden, zeigen Landschafts- und Menschendarstellungen in lockerem Farbauftrag. Oft malte er mittelformatige Landschaftsbilder mit bäuerlichen Figuren als Staffage sowie großflächige, bewölkte und sommerliche Himmel über einem tiefliegenden weiten Horizont.
- Magd am Waldrand, 1884
- Ernte, 1891
- Bachlandschaft im Frühling, 1894
- Moorlandschaft bei Dachau, 1895
- Im Hackermoos (Ein Holzsammler am Steg im Moor), 1895
- Landschaft im Spätsommer, 1909
- Bei der Heuernte
- Kohlenmeiler bei Nacht
- Herbstliche Landschaft mit Jägern im oberbayerischen Alpenvorland
- Bei der Kartoffelernte

## Grabstätte

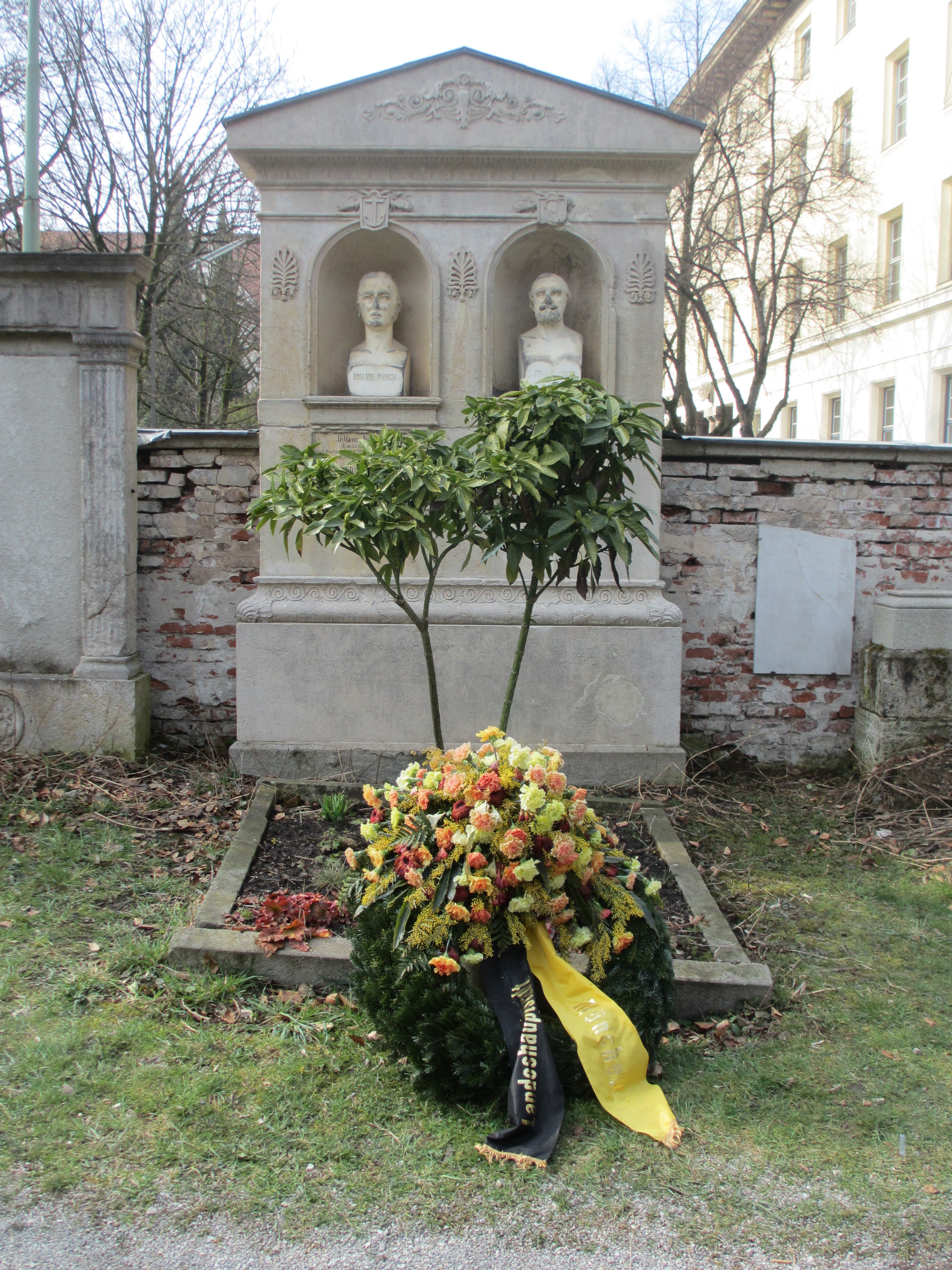
Grab von Josua Gietl auf dem Alten Südlichen Friedhof in München

Die Grabstätte von Josua Gietl befindet sich auf dem Alten Südlichen Friedhof in München (Mauer rechts, Platz 134/136 bei Gräberfeld 6) Standort. Die Grabstätte wurde ursprünglich für den Kaufmann Johann Josef Pasch (177?–1823) und dessen Frau Elisabeth (1780–1833) angelegt, deren beiden Büsten vermutlich ursprünglich in den beiden Nischen standen. Deren Tochter Anna (1814–1897) heiratete Franz Xaver von Gietl, der 1880 die Grabstelle übernahm. Nach dem Tod Gietls wurde dessen Marmorbüste (zugeschrieben Johann von Halbig) in die rechte Nische gestellt. In dem Grab wurde dann auch Gietls Sohn, der Maler Josua von Gietl, beigesetzt.